# Waldemar Tura

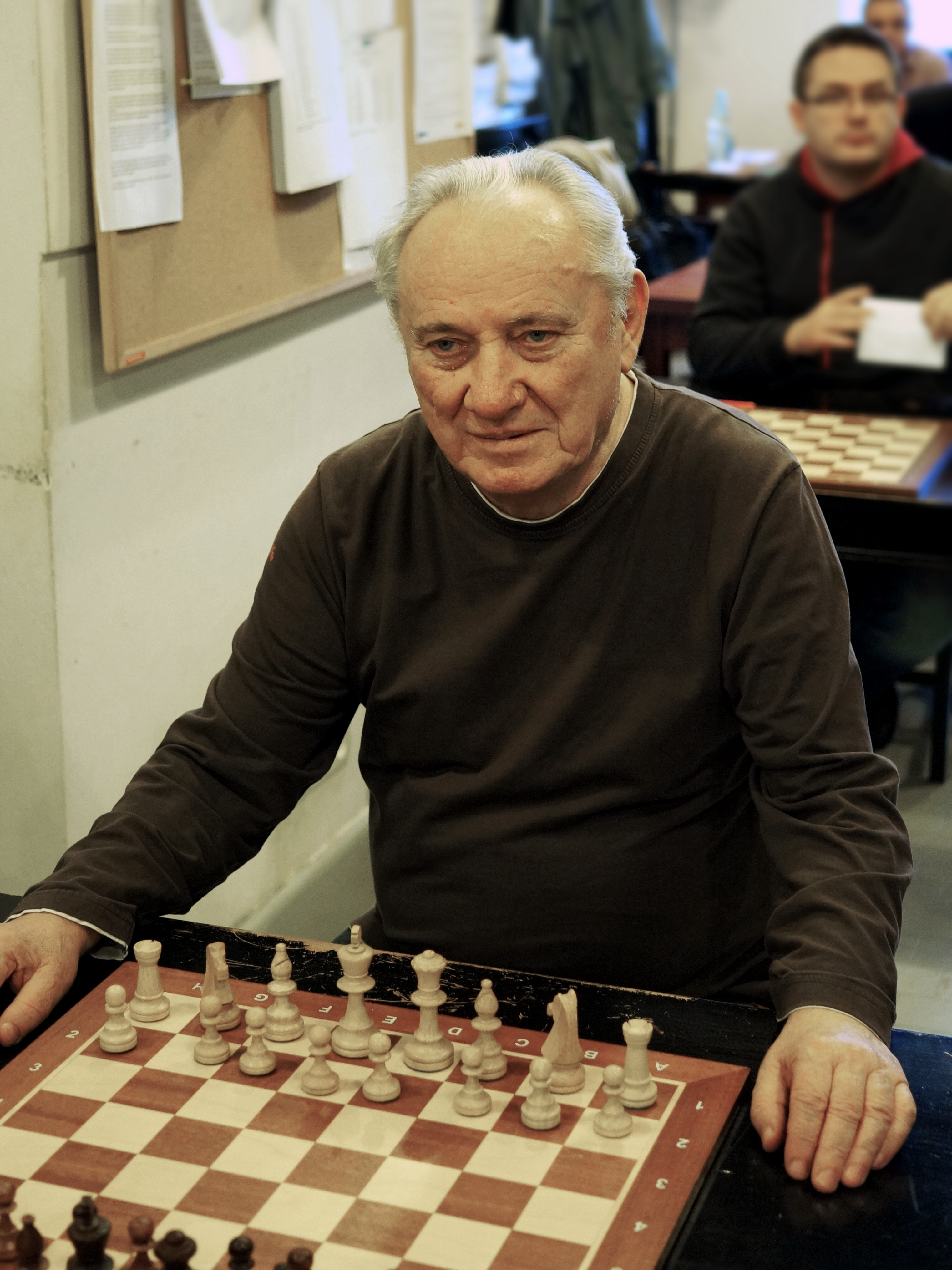
Waldemar Tura, Warschau 2014

Waldemar Tura (* 14. März 1942 in Lublin) ist ein polnischer Schachkomponist.
Seine erste Schachkomposition wurde 1956 veröffentlicht. Seit 1988 ist Waldermar Tura Internationaler Preisrichter für Zweizüger, Dreizüger, Selbstmattaufgaben und Märchenschach. Die PCCC verlieh ihm 2004 den Titel eines Großmeisters für Schachkompositionen. Er tritt auch als Veranstalter wie zum Beispiel der offiziellen polnischen Schachmeisterschaft auf.